# Thérón
Thérón († 473 př. n. l.) byl tyran ve starověkém městě Akragás na Sicílii. Spolu se svým bratrem Xenokratem pocházel z rodu Emmenidai, jehož předkem byl thébský héros Thersandros. Tyranem v Akragantu se stal roku 488 př. n. l. a roku 482 př. n. l. dobyl město Hímera. V roce 480 př. n. l. porazil se svým zetěm a spojencem Gelónem, tyranem v Gele a Syrákúsách, Kartágo v bitvě u Hímery. Bylo to první velký konflikt řecko-kartaginských válek.
Pindaros věnoval Thérónovi 2. a 3. ze svých „Olympijských zpěvů“, ve kterých oslavuje jeho vítězství v jízdě se čtyřspřežím v roce 476 př. n. l.
Jeho synem byl Thrasydaios.